# Pan Yuliang
Pan Yuliang (Yangzhou, 14 de junio de 1895-22 de julio de 1977) nacida como Chen Xiuqing, y rebautizada como Zhang Yuliang (張玉良) cuando fue adoptada por su tío materno tras el fallecimiento prematuro de sus padres. Fue una pintora china, reconocida como la primera mujer del país en pintar al estilo occidental ya que había estudiado en Shanghái y París. Debido a que sus obras modernistas causaron controversia y atrajeron severas críticas en China durante la década de 1930, Pan regresó a París en 1937 para vivir y trabajar durante los siguientes 40 años.  

## Primeros años
Vendida a un burdel de niña tras la muerte de sus padres, fue educada para convertirse en prostituta. Llamó la atención de Pan Zanhua, un oficial rico, que compró su libertad y se casó con ella como segunda esposa. Se trasladaron a Shanghái y comenzó su formación artística. Fue aceptada en el Instituto de Arte de dicha ciudad.
Dadas sus excelentes calificaciones en la academia, Pan se convirtió en la primera mujer artista de China en ganar una beca oficial para estudiar en Francia en 1922, donde estudió en la École des Beaux-Arts de París bajo la tutela de los artistas franceses Lucien Simon y Pascal Dagnan-Bouveret. Cuando se graduó en 1925, recibió la prestigiosa Beca de Roma en la Accademia di Belle Arti de Roma.
En 1928, Pan regresó a China para realizar su primera exposición individual en Shanghái como la primera artista occidental femenina del país. Su trabajo fue severamente criticado por funcionarios gubernamentales y críticos conservadores, en parte porque pintó desnudos, sin embargo, ella y la también pintora Guan Zilan se convirtieron en las favoritas en el mundo del arte de la República de China (1912-1949). Las mujeres artistas formadas en estilo occidental, como Pan y Guan, capturaron la fascinación del público y fueron aceptadas como la encarnación de la modernidad. Pan también aprecia que se basó fácilmente en las técnicas de la pintura con tinta china mientras socavaba sutilmente la autoridad de esa tradición en relación con la tradición artística europea.
Pan Yuliang es principalmente conocida por sus desnudos femeninos y se convirtió en un elemento básico en su práctica artística. En China, las mujeres artistas generalmente estaban restringidas a representaciones de la naturaleza y ocasionalmente a retratos, pero los desnudos se consideraban impropios. A pesar de esto, Pan continuó creando varios desnudos femeninos, usándose a menudo a sí misma como modelo, a pesar de la controversia que generó en la escena de las artes modernas en China.

## Vuelta a Francia
Sus pinturas de modelos desnudos violaron normas culturales en China y generó mucha controversia. En 1935 volvió sola a Francia para seguir su obra. Trabajó y vivió en París durante los siguientes 40 años. Los artistas chinos expatriados en Francia la eligieron presidenta de la Asociación de Arte Chino. Sus obras fueron expuestas a nivel internacional, especialmente en Reino Unido, Estados Unidos, Alemania, Japón, Italia, Suiza, Bélgica y Grecia. A pesar de pasar casi cincuenta años en París, Pan decidió mantener su nacionalidad china. Aunque luchó con la pobreza y a menudo tuvo dificultades para vender su arte con éxito, se negó a estar obligada por obligaciones contractuales con los marchantes de arte en Europa.
Hacia el final de su vida, Pan quedó marginada de las comunidades artísticas tanto china como francesa. En Francia, fue clasificada como pintora china y extranjera, lo que la excluyó de la apreciación del arte convencional y pasó demasiado tiempo fuera de China para ser un elemento básico del arte moderno chino en ese momento. 

## Muerte
Hasta sus últimos días de vida, Pan siempre quiso volver a China natal. En las cartas que escribió a casa expresaba su deseo de volver. Pero el gobierno francés no le permitía llevar sus obras consigo, y además su delicada salud y la Revolución Cultural en China aplazaban su viaje una y otra vez. 
En 1977, murió en un ático en los suburbios de París, dejando un legado de cerca de 4.000 obras. Tras su muerte sus obras fueron enviadas a China, donde se exhiben en la Galería Nacional de Arte de Beijing y en el Museo Provincial de Anhui. 

## Pan Yuliang en la ficción
- Su historia está narrada libremente en la película china Hua Hun (Un alma perseguida por la pintura) dirigida por el director Stanley Kwan  en 1995 con Gong Li interpretando a la artista.
- La novela de Jennifer Cody Epstein, The Painter from Shanghai («La pintora de Shanghai», NY: Norton, 2008), se basa en la vida de Pan Yuliang.[2]

## Legado y honores
- En 1926, sus obras ganaron el Premio de Oro en la Exposición Internacional de Arte Romano.
- 1959: ganó el Premio de Oro de París y el Premio de Plata de Bélgica.

## Galería de imágenes

Autorrertato, 1936
Mujer desnuda tumbada
Pingüinos en el lago
Autorretrato 1924
Sin título, 1930